# Domburgsche Golf Club
De Domburgse Golf Club is een Nederlandse golfclub ten westen van Domburg in de provincie Zeeland.

## Geschiedenis
Vanaf het begin van de vorige eeuw zijn initiatieven ondernomen om het golfspel in Domburg te introduceren. Al in 1904 bestaat in Domburg de mogelijkheid om golf te spelen op de terreinen achter het Hoenderpark. In 1911 meldt het Domburgsch Badnieuws de opening van een nieuwe baan -de Golflinks- die bespeeld zal worden door leden van de societeit Luctor et Emergo. Drie jaar later -op 5 juli 1914- wordt de huidige baan, de Domburgsche Golf-links, feestelijk geopend. De exploitatie is in handen van de NV Domburgsche Zeebadinrichting, de vereniging bestaat uit golfende leden van de al genoemde sociëteit. Verliezen leiden ertoe dat de Zeebadinrichting besluit de baan en het materiaal 'om niet' over te doen aan de op 4 januari 1923 opgerichte Domburgsche Golfclub; de rechtsopvolger van de spelende leden van Luctor et Emergo.

### Twaalf leden
De eerste jaren leveren eveneens een negatief saldo op, ook al vanwege het geringe aantal leden. Het is nauwelijks voor te stellen, maar in 1935 zijn er niet meer dan twaalf leden. Na de Tweede Wereldoorlog en de langdurige herstelwerkzaamheden aan de baan neemt het ledenaantal weer toe. Het ledental ligt inmiddels rond de 600, inclusief buiten-, jeugd- en theeleden.

### Linksbaan

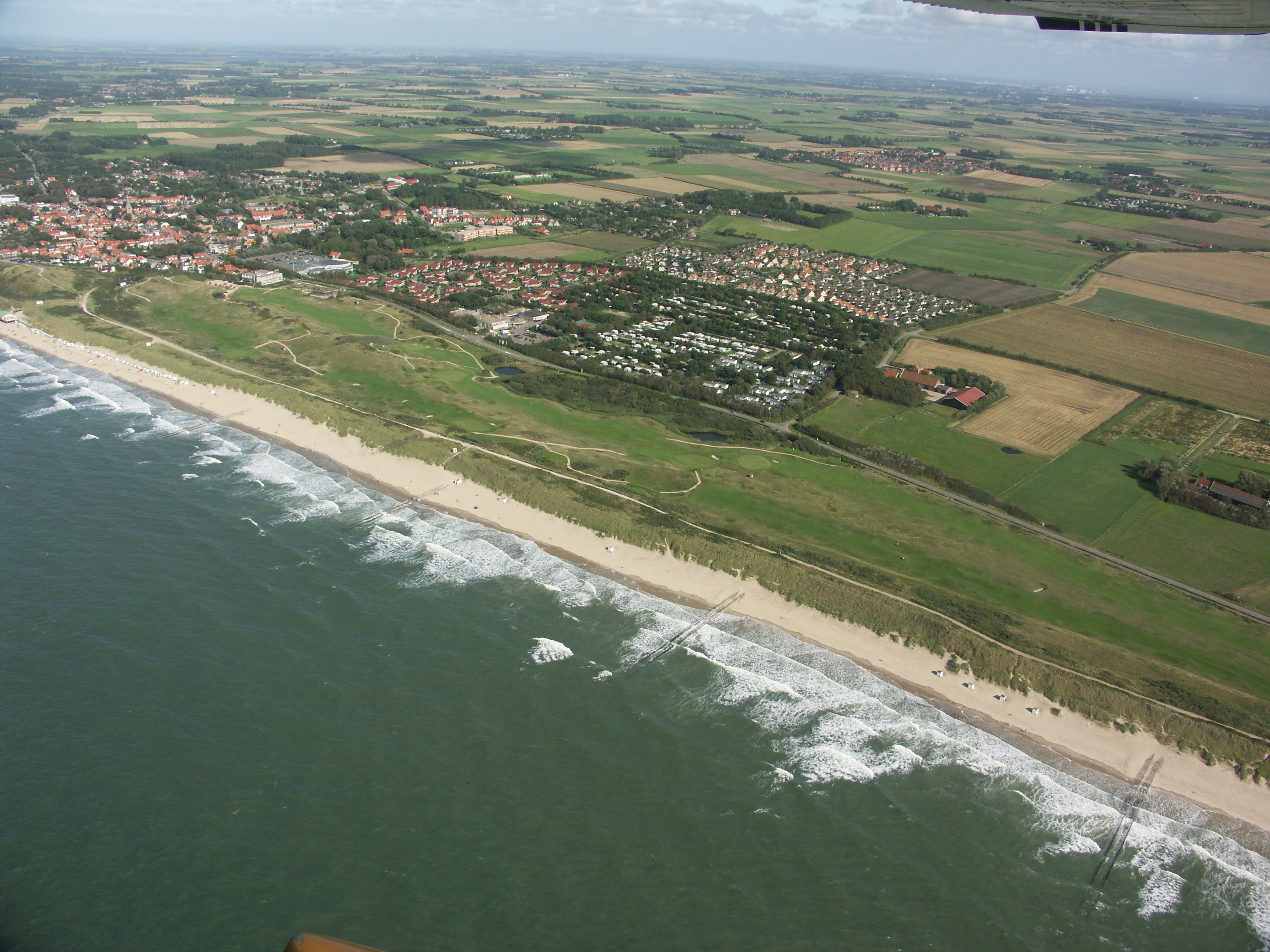
Luchtfoto uit 2007

De Domburgsche is een linksbaan. De definitie die veel gebruikt wordt om een linksbaan te beschrijven is:
- De baan moet aan een estuarium liggen
- De zee moet men regelmatig kunnen zien vanaf de baan
- Weinig bomen
- Veel bunkers
- De holes moet van en naar het clubhuis lopen (zoals bv op St Andrews (9 out 9 in). Wij hebben 5 out en 4 in!
- de links banen in het VK waar het open gespeeld wordt hebben zoute turfgrond tot stand gekomen door overslaande zeegolven door de eeuwen heen derhalve werd het gras en onkruid door schapen kaal gegraasd en is er een beperkte mogelijkheid om gras uit te zetten. Meestal Engels raaigras.

## Dutch Open
In 1921 werd hier het Dutch Open gespeeld. Winnaar was de Engelsman Henry Burrows met een score van 151.